# Телуша (станція)
Телу́ша (біл. Цялу́ша) — проміжна залізнична станція Могильовського відділення Білоруської залізниці на  електрифікованій магістральній лінії Гомель — Мінськ між зупинними пунктами Микуличі (3 км) та Малинники (5,9 км).
Розташована поблизу агромістечка Ковалі Бобруйського району Могильовської області. Агромістечко Телуша, з яким асоціюється назва станції, розташований на відстані близько 8 км на захід від неї. За 1 км на північ від станції проходить автошлях міжнародного значення M5 Мінськ — Гомель.

## Історія
Станція виникла 1873 року під час будівництва Лібаво-Роменської залізниці. До 1904 року мала первинну назву — Ковалі (біл. Кавалі) за назвою поблизу розташованого однойменного селища.

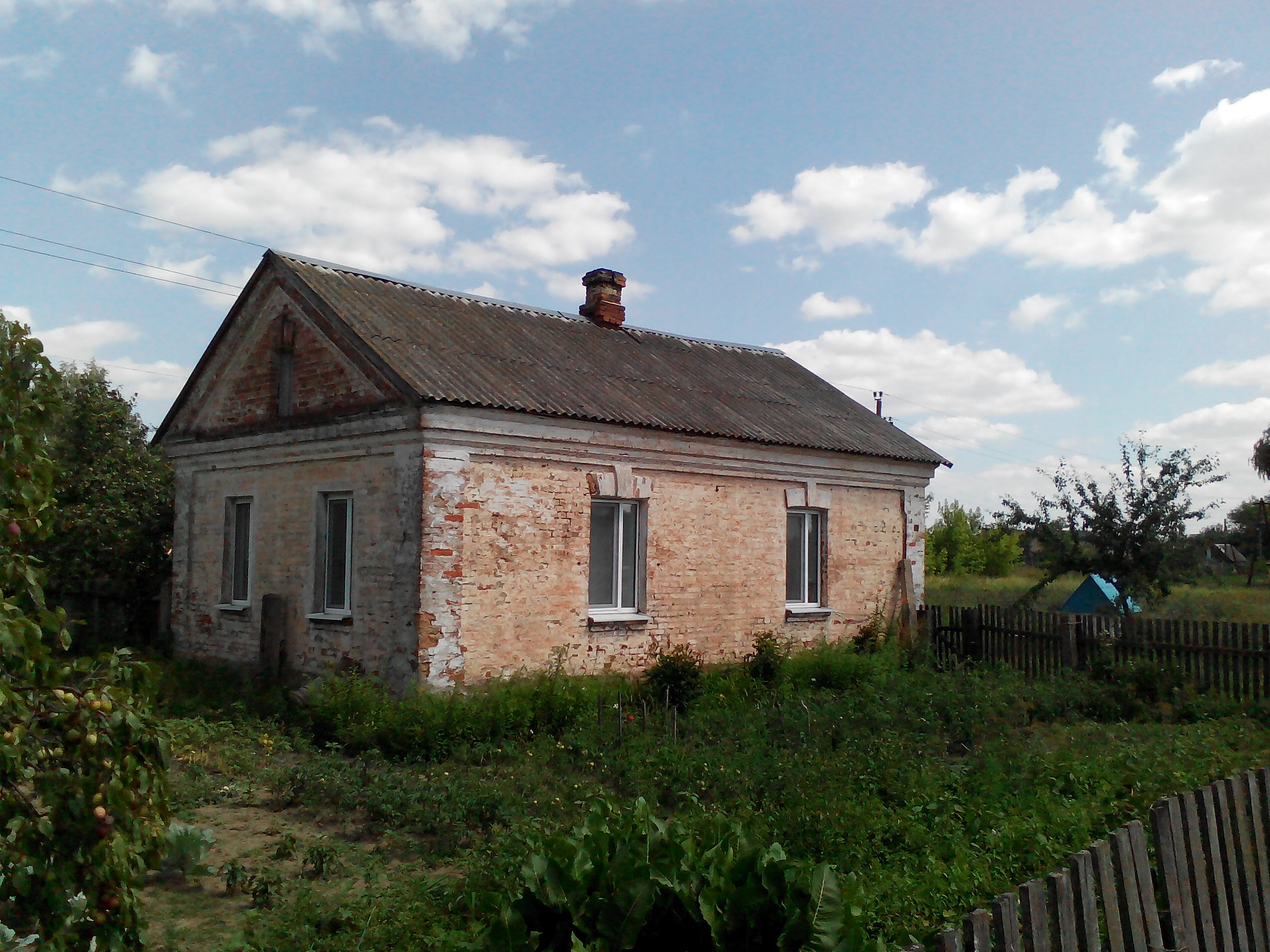
Будівля колишнього відділення поліції до 1917 року на станції Телуша (Риня)

Впродовж 1904—1912 року станція існувала під назвою — Риня (біл. Рыня). З 18 квітня (1 травня) 1912 року станція Риня перейменована на сучасну назву — Телуша. 

## Пасажирське сполучення
На станції Телуша зупиняються поїзди регіональних ліній економкласу сполученням Жлобин — Осиповичі та Жлобин — Рабкор.
Приблизний час у дорозі з усіма зупинками до станцій Жлобин-Пасажирський — 45-55 хв., Осиповичі I — 1 год. 26 хв.